# Faronta exoul
Faronta exoul is een vlinder uit de familie uilen (Noctuidae). De wetenschappelijke naam van deze soort is voor het eerst geldig gepubliceerd in 1856 door Francis Walker.
De soort werd ontdekt op het eiland Tristan da Cunha.